# Nattlysande moln

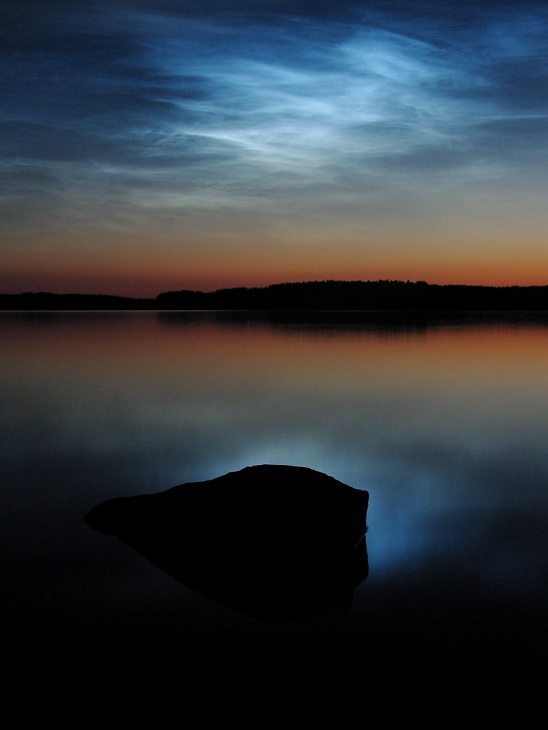
Nattlysande moln över Saimen

Nattlysande moln är den molntyp i jordens atmosfär som ligger högst upp, på ungefär 85 kilometers höjd. Molnen har fått sitt namn av att de är så tunna att de inte syns på dagen, och samtidigt ligger så högt att de fortfarande är solbelysta även långt efter solnedgången. De nattlysande molnen syns vid Sveriges latituder oftast i juli och augusti, även om molnen har kunnat observeras så tidigt som i maj och så sent som i september. De förekommer nära mesopausen kring sommarpolen, som är det naturligt kallaste området på hela jorden och dess närhet – där är det mycket kallare än i det inre av Antarktis vintertid.
- Bildas på cirka 85 kilometers höjd
- Består av små iskristaller
- Kräver extremt låga temperaturer (under -120°C)
- Behöver vattenmolekyler och kondensationskärnor[2]

De första dokumenterade observationerna av nattlysande moln skedde i slutet av 1800-talet. Den 8 juni 1885 gjorde den tyske astronomen Otto Jesse den första vetenskapliga beskrivningen av fenomenet.
Under tre år i början av 1960-talet sköts raketer upp från Kronogård i Lappland för att undersöka nattlysande moln. Projektledare var Lars Rey och vetenskaplig ledare professor Bert Bolin.